# Попов, Александр Фёдорович (писатель)
Александр Фёдорович Попо́в (1906—1978) — советский писатель и сценарист, главный редактор журнала «Нева» (1964—1978). Лауреат Сталинской премии третьей степени (1950).

## Биография
Александр Фёдорович Попов родился 9 [22] июня 1906 в Ростове-на-Дону. После школы работал литсотрудником кинофабрики «Кинокомсомол», где по его сценариям было снято несколько художественных и документальных фильмов. В 1927 году переехал в Ленинград. Окончил Высшие курсы искусствоведения при Институте истории искусств в Ленинграде. Учился в аспирантуре (1934—1937), но диссертации не защитил. Работал редактором на киностудии «Ленфильм» (1938—1939) в содружестве с кинорежиссёром Н. И. Лебедевым.
После начала Великой Отечественной войны в июле 1941 года добровольно вступил в ряды Красной армии. Воевал на Ленинградском фронте в должности начальника штаба отдельного лыжного батальона. Был контужен. После излечения направлен в газету «Боец РККА» на Закавказский фронт, где служил заместителем начальника отдела. Закончил войну в звании майора.
Член Союза писателей СССР с 1945 года. Секретарь правления Ленинградского отделения Союза писателей (1958—1963).
Похоронен в Санкт-Петербурге на Красненьком кладбище.

## Фильмография
- 1949 — Счастливого плавания!
- 1958 — Андрейка
- 1961 — Девчонка, с которой я дружил
- 1973 — С тобой и без тебя

## Награды и премии
- орден Октябрьской Революции (23.03.1976)
- 2 ордена Трудового Красного Знамени (18.07.1966; 09.09.1971)
- медаль «За отвагу» (27.02.1943)
- другие медали
- Сталинская премия третьей степени (1950) — за сценарий кинокартины «Счастливого плавания!» (1949)